# Шаг (армия)

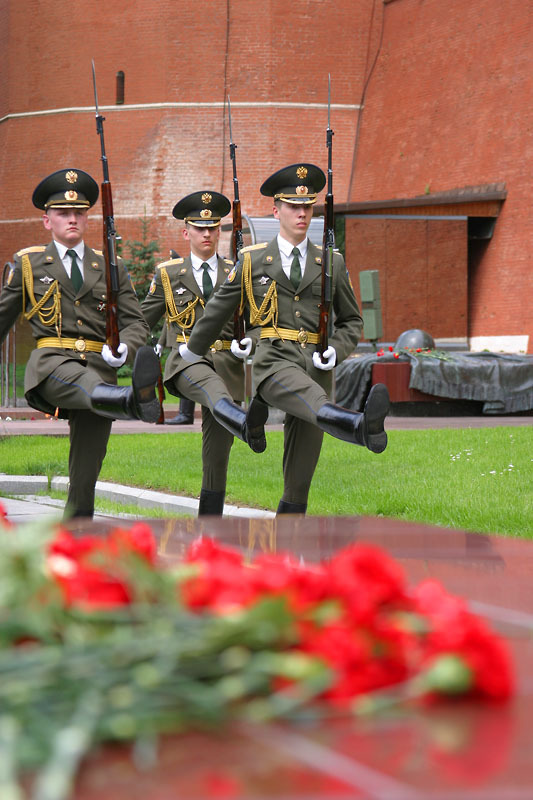
Смена почётного караула Президентского полка в Александровском саду, движение шагом почётного караула

Шаг — виды ходьбы военнослужащего, определяемые Строевым уставом в России и иными документами в вооружённых силах других государств.
Военнослужащий начинает движение по команде «шагом марш», останавливается по команде «стой». Направление ходьбы изменяется командами «направо», «налево» и «кругом».

## Основные положения устава
Согласно уставу, движение военнослужащий может совершать двумя способами — шагом или бегом (движение ползком и перебежками обсуждается отдельно). Шаг — это ходьба с темпом 110—120 шагов в минуту. Устав устанавливает размер шага в пределах 70—80 сантиметров, в зависимости от роста. Темп бега — 165—180 шагов в минуту, размер шага при беге — 85—90 сантиметров.
Основные виды шага — «строевой» и «походный».
Строевой шаг используется в торжественным маршах, при выполнении воинского приветствия в движении, при подходе к начальнику. Строевой шаг отрабатывается в процессе длительных занятий на плацу. Техника строевого шага состоит в том, что ногу с оттянутым вперёд носком выносят на высоту 15—20 сантиметров от земли, а затем ставят твёрдо на всю ступню. Руками в это время производят определённые уставом движения. Движение руки начинается от плеча. Затем она движется вперёд, сгибаясь в локтевом суставе таким образом, чтобы кисти достигали высоты равной ширине ладони от уровня пряжки ремня, а локоть был на той же высоте. Затем рука движется назад — «до отказа в плечевом суставе». Пальцы должны быть полусогнуты, голову положено держать прямо, а смотреть вперёд. Противоположная рука работает в противофазе.
Существует также тип парадного церемониального шага — «печатный шаг».
Походным шагом шагают в обычных ситуациях. Нога выносится свободно, носок оттягивать не надо, ступня ставится на землю, как удобно. Руки движутся свободно.

## Галерея

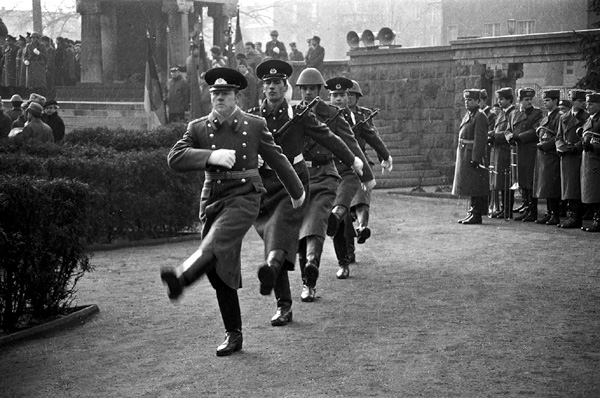
Движение шагом смены совместного почётного караула Бранденбург, ГДР
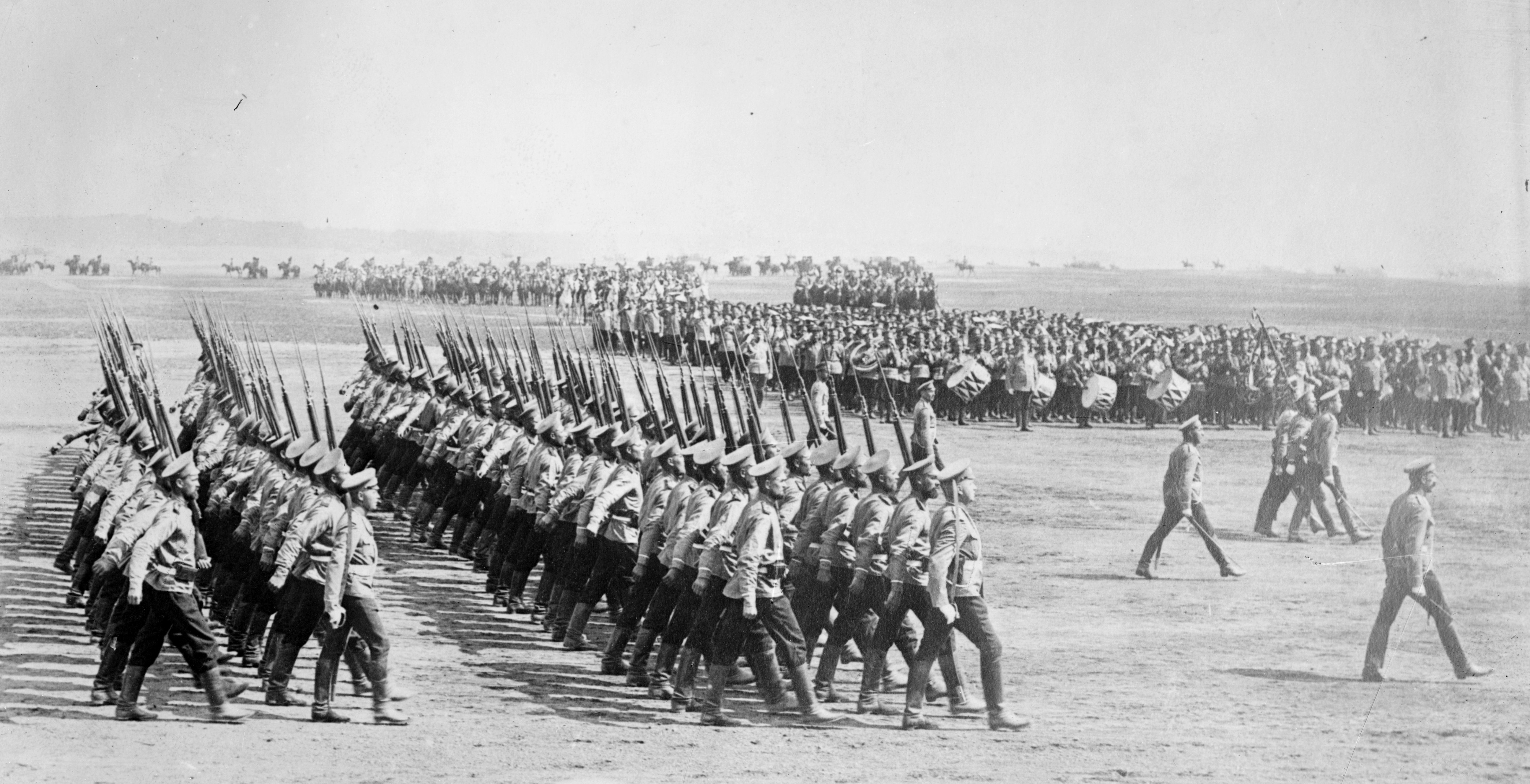
Русская пехота на смотре
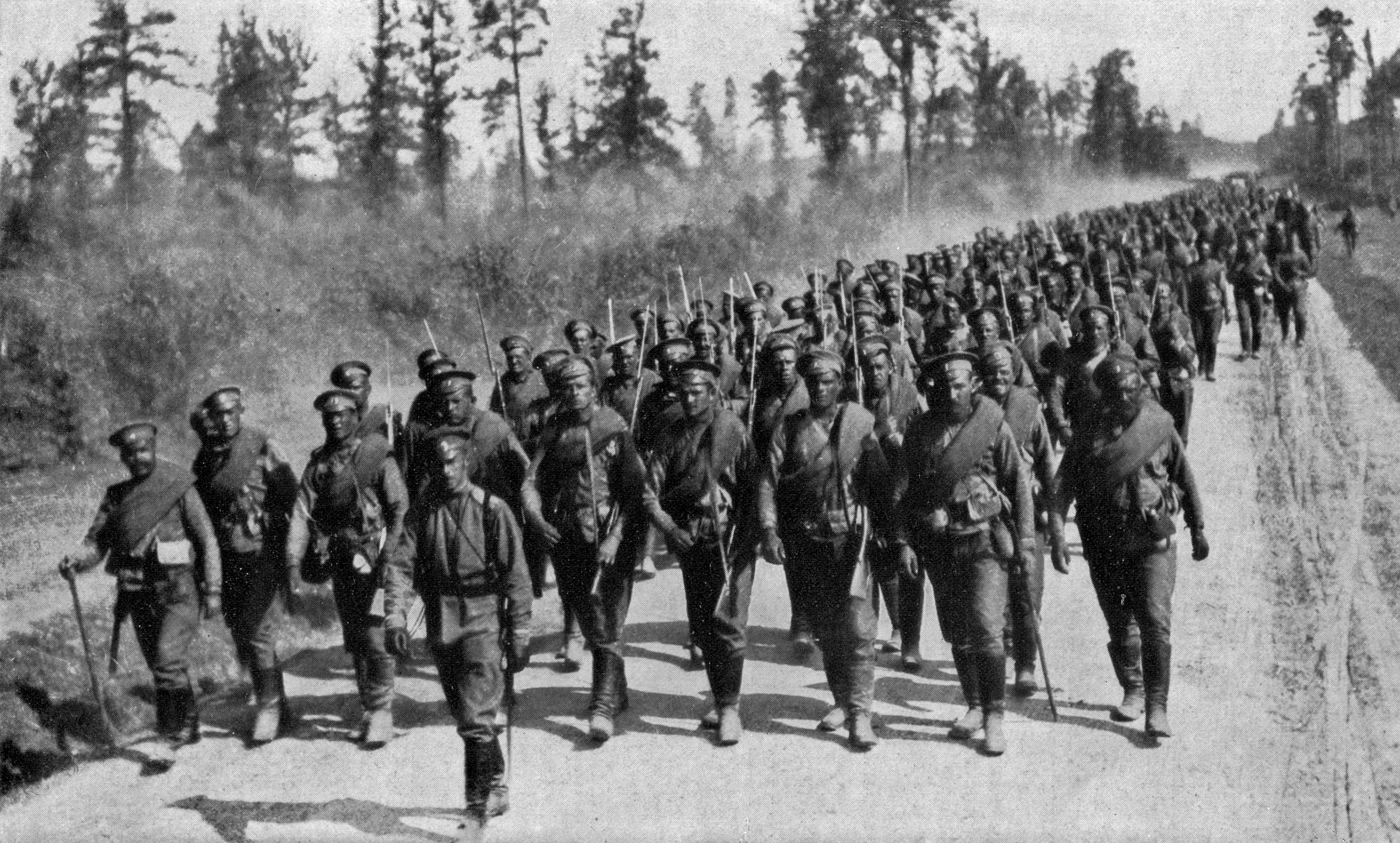
Русская пехота на марше, движение походным шагом
Стрелковое подразделение РККА на марше, движение походным шагом 1920 год
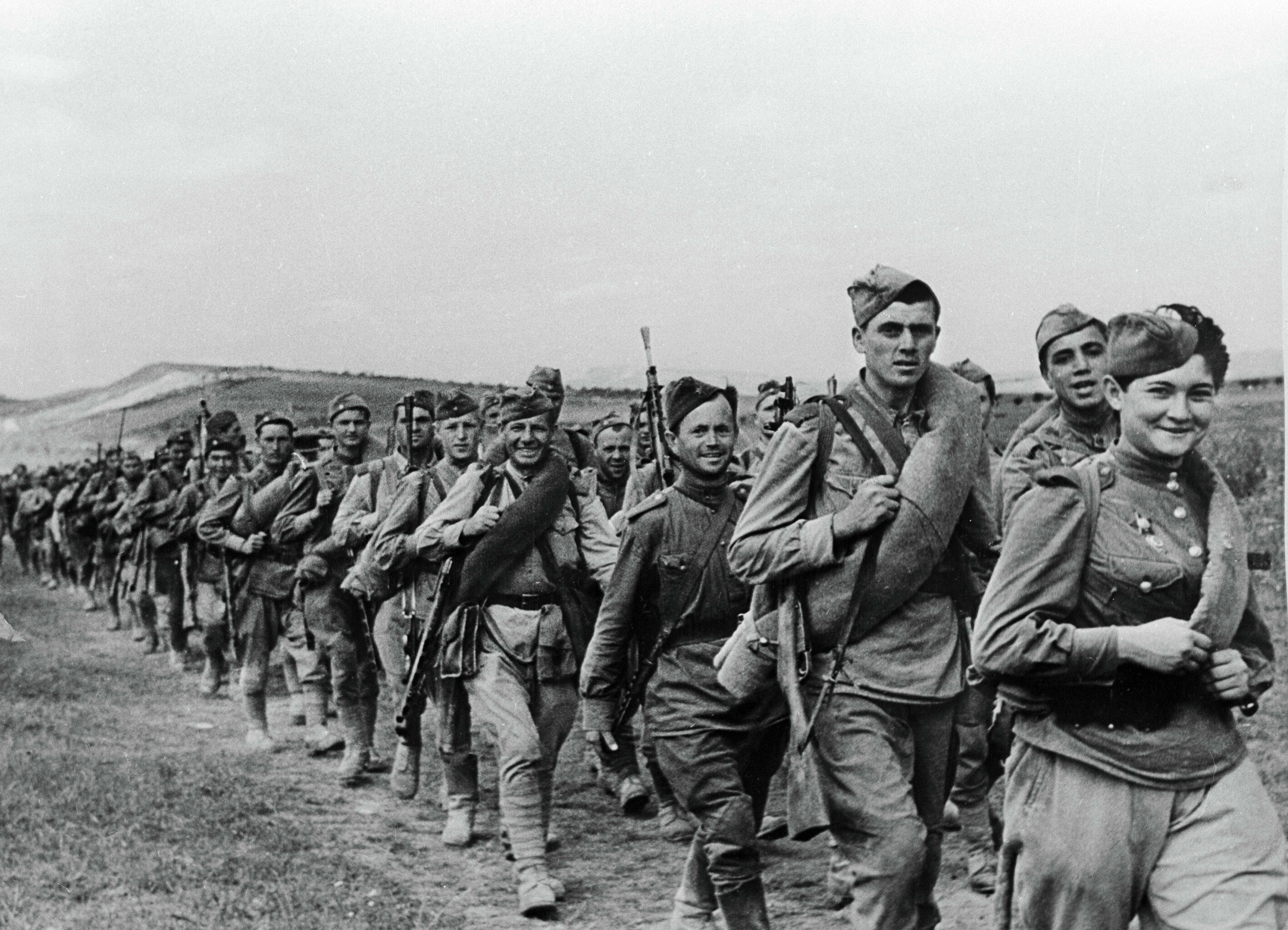
Стрелковые войска РККА, на марше, движение походным шагом 1 сентября 1943 года
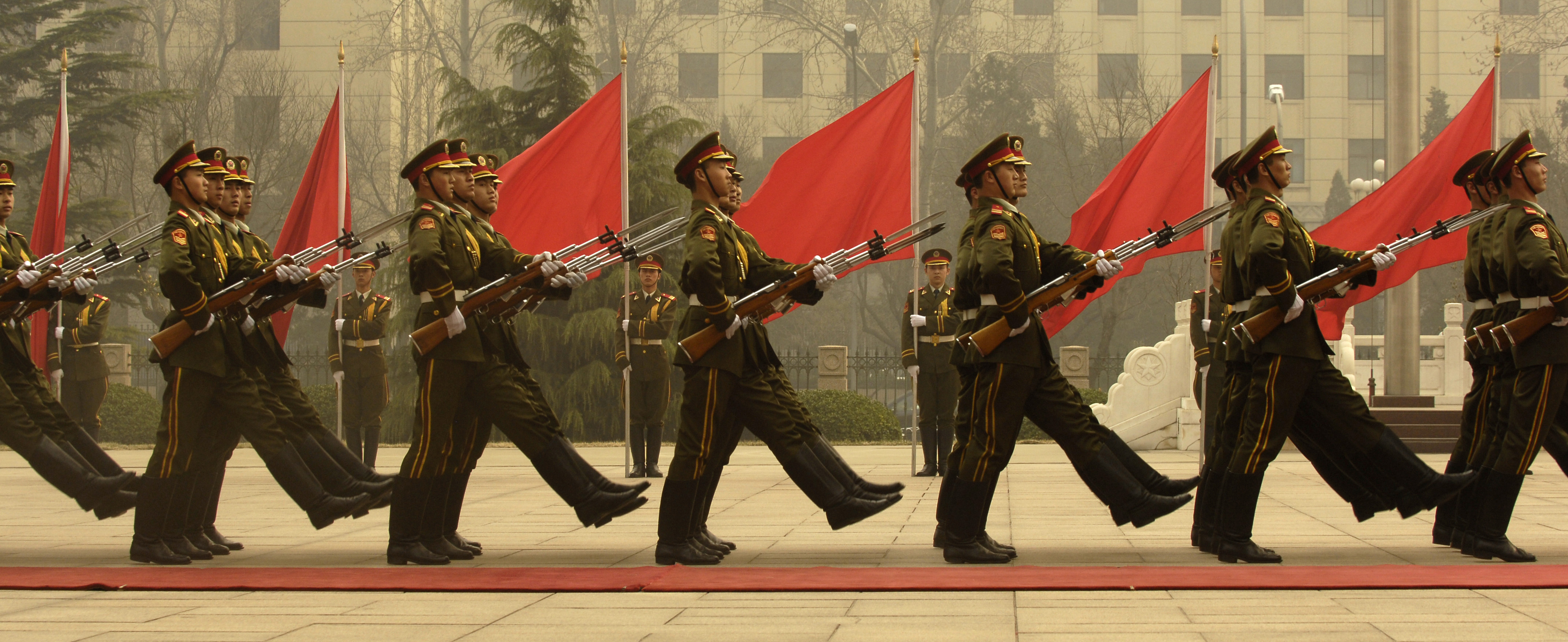
Парадный шаг в ВС Китая
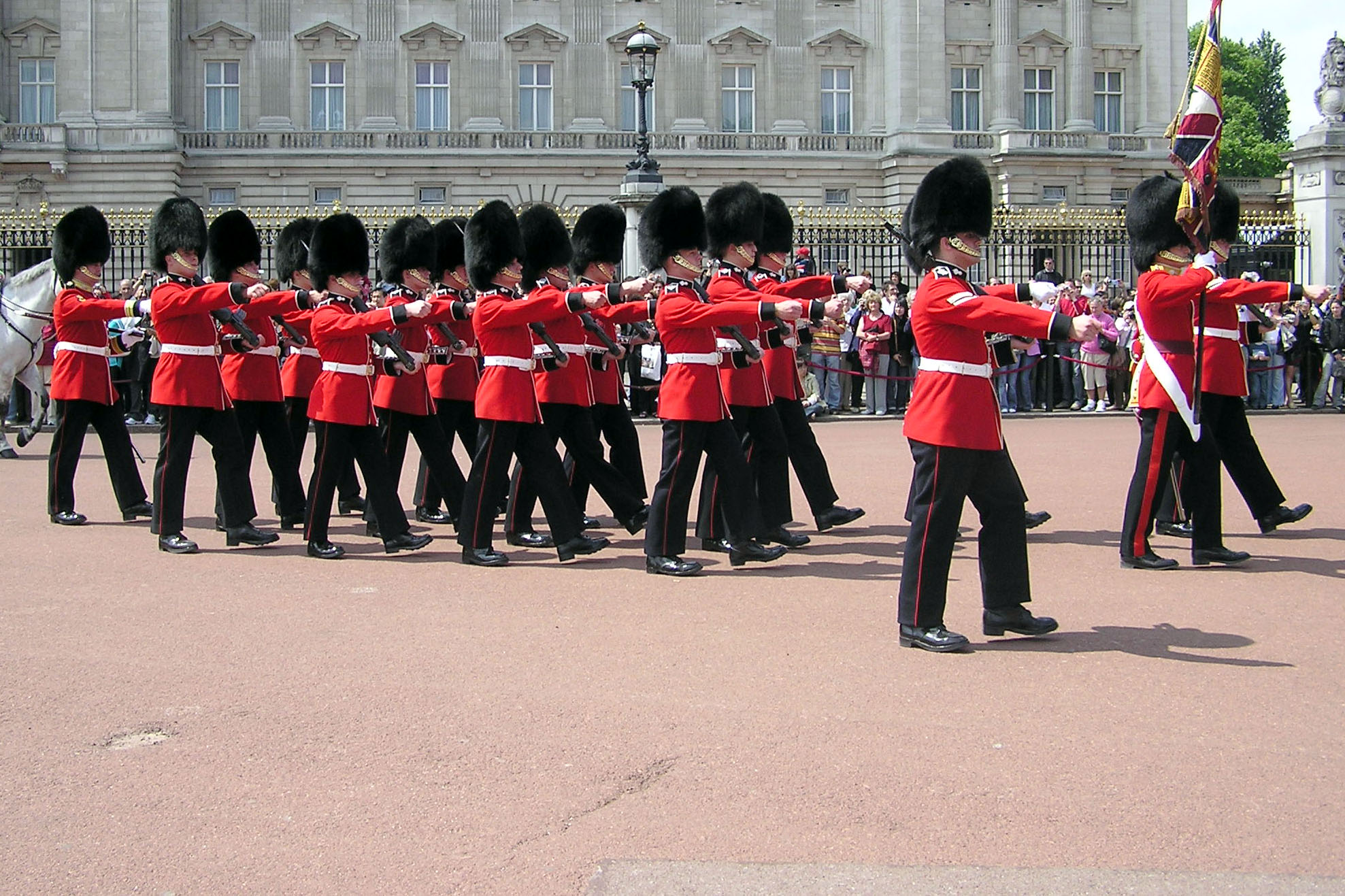
Парадный шаг в ВС Англии
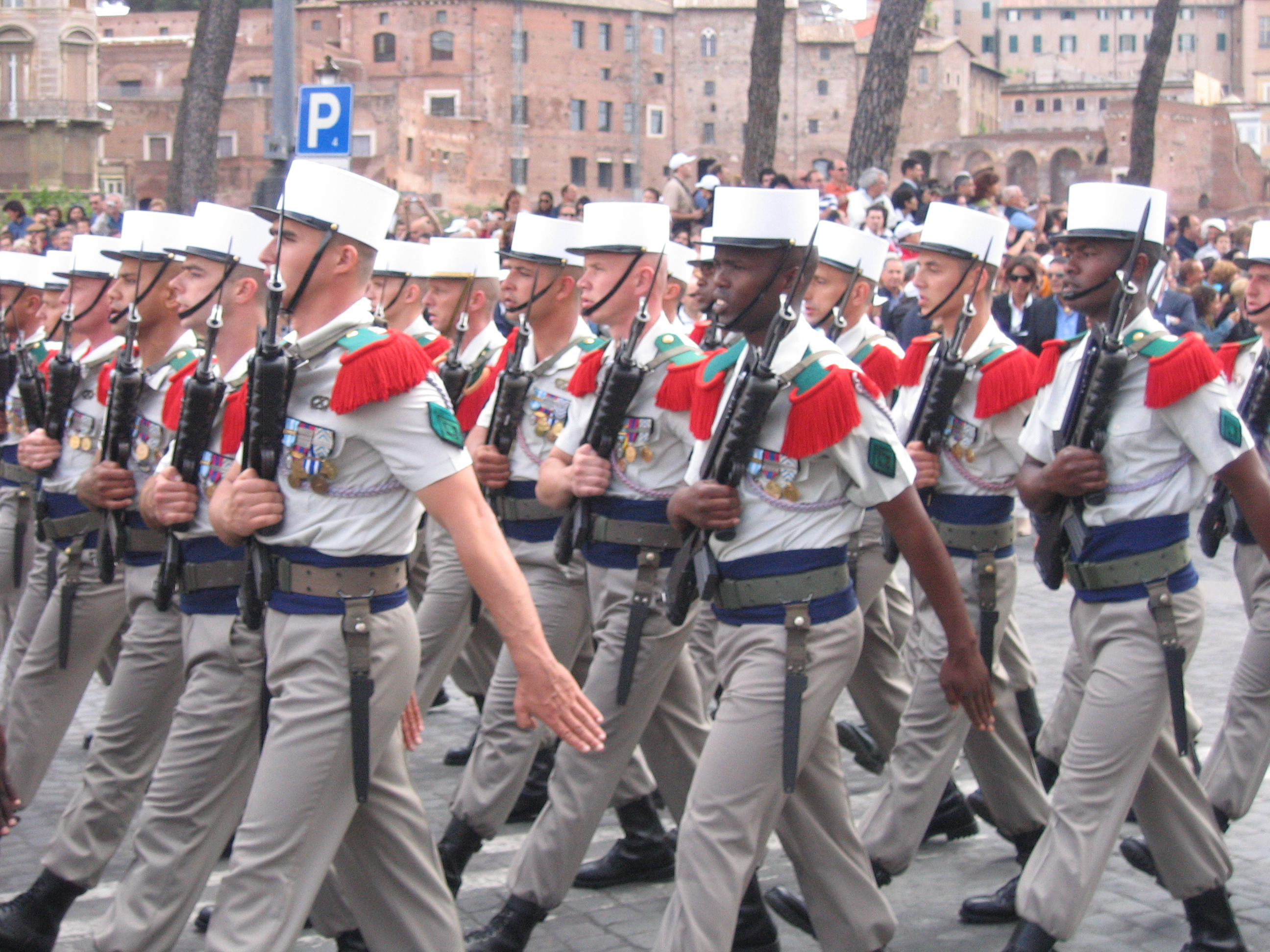
Парадный шаг в ВС Франции